# Draba standleyi
Draba standleyi är en korsblommig växtart som beskrevs av James Francis Macbride och Edwin Blake Payson. Draba standleyi ingår i släktet drabor, och familjen korsblommiga växter. Inga underarter finns listade i Catalogue of Life.